# Medina Peaks
Die Medina Peaks sind schroffe, hauptsächlich eisfreie Berggipfel an der Amundsen-Küste im westantarktischen Marie-Byrd-Land. Sie ragen aus einem etwa 25 km langen Gebirgszug auf, der entlang der Ostflanke des Goodale-Gletschers nach Norden bis zum Südrand des Ross-Schelfeises reicht. 
Ein Teil dieser Berge wurden bei der ersten Antarktisexpedition (1928–1930) des US-amerikanischen Polarforschers Richard Evelyn Byrd entdeckt und grob kartiert. Das Advisory Committee on Antarctic Names benannte sie 1967 nach Guillermo Medina, Technischer Direktor des United States Hydrographic Office (1954–1960) und des  Naval Oceanographic Office (1960–1964).